# Nous voulons les colonels
Pour plus de détails, voir Fiche technique et Distribution.
Nous voulons les colonels (titre original : Vogliamo i colonelli) est un film italien réalisé par Mario Monicelli, sorti en 1973.

## Synopsis
Des extrémistes de droite tentent d'organiser un coup d'État en Italie. Mais leur maladresse et leur stupidité les font échouer lamentablement… Le réalisateur se plaît à décrire, sur le ton de la farce grinçante, les désastreuses entreprises d'activistes nostalgiques du fascisme.
La fin du film est cependant amère et contient en guise de morale de la fable un avertissement politique clair.
Même si le coup d'état fomenté par Tritoni (Ugo Tognazzi) et ses affidés néofascistes sombre dans le cafouillage et le ridicule, un gouvernement de droite classique, parlementaire, profitant opportunément de l'émotion du pays et agissant sous couvert de maintien de l'ordre public républicain, n'en impose pas moins des lois liberticides comme l'interdiction des grèves, des manifestations et des rassemblements de plus de deux personnes.

## Fiche technique
- Titre original : Vogliamo i colonelli
- Titre français : Nous voulons les colonels
- Réalisateur : Mario Monicelli, assisté de Carlo Vanzina
- Scénario : Age, Scarpelli, M. Monicelli.
- Photographie : Alberto Spagnoli, couleurs
- Musique : Carlo Rustichelli
- Décors : Lorenzo Baraldi
- Costumes : Piero Tosi
- Montage : Ruggero Mastroianni
- Production : Pio Angeletti, Adriano De Micheli pour Dean Film (Roma)
- Durée : 100 min
- Pays d'origine :  Italie
- Année de réalisation : 1973
- Genre : Comédie satirique

## Distribution artistique
- Ugo Tognazzi : Giuseppe Tritoni
- Claude Dauphin : le Président de la République
- François Périer : le député Di Cori
- Duilio Del Prete : Monseigneur Sartorello
- Giuseppe Maffioli : le colonel Barbacane
- Antonino Faà di Bruno : le colonel Ribaud
- Carla Tatò : Marcella
- Lino Puglisi : le ministre Li Masi
- Pino Zac : Armando Caffè
- Pietro Tordi : le général Bassi Lega
- Tino Bianchi : Onorevole Mazzante

## Contexte historique
Le titre fait référence au régime des colonels en Grèce, d'ailleurs les conjurés reçoivent l'aide des colonels grecs en la personne du colonel Automatikos.
Les répliques font souvent allusion de façon humoristique au fascisme. Par exemple, quand les conjurés se rendent chez le maréchal qu'ils veulent nommer à la tête de leur futur régime ils voient un domestique avec le visage peint en noir et un des conjurés s'écrie « faccetta nera », or Faccetta nera est un chant fasciste.
Le personnage de Tritoni (Triton) campé par Ugo Tognazzi est une allusion à peine voilée au prince Junio Valerio Borghese et à son coup d'État manqué dans les années de plomb (le début des années 1970) en Italie. Borghese, parfois surnommé le « Prince Grenouille » [réf. nécessaire], est l'ancien commandant de la Xe MAS, une unité de nageurs de combat qui se distingue notamment en coulant deux cuirassés anglais dans la rade d'Alexandrie au début de la seconde guerre mondiale. Au cours de la République sociale italienne, Borghese et la Xe MAS resteront fidèles à Mussolini jusqu'à la fin. Durant cette période, ils participeront de manière active à la lutte contre les partisans communistes. Après la défaite, Borghese est d'abord condamné à la peine de mort, mais il sera gracié. Il devient, dans les années 1950 et 1960, l'une des figures de la droite politique italienne. Personnage controversé, admiré par les nostalgiques de l'époque fasciste et détesté par les Communistes et la Démocratie Chrétienne, Borghese a été l'objet de maintes satires, dont Vogliamo i colonelli[réf. nécessaire].

## Séquences culte
Le ton du film est celui de la comédie, de la farce grinçante et certaines séquences, qui sont à elles toutes seules de véritables sketches sont devenues des moments culte du cinéma italien, régulièrement publiées sur les sites de partage de vidéos.
Al rischio di sputtanarci tutti :
Un « odieux attentat » est perpétré à Milan le jour même de la fête nationale italienne (contrairement aux véritables attentats des années de plomb italiennes il ne fait pas de victimes, il s'agit du plasticage d'une statue dorée de la vierge Marie,d'un style très sulpicien, sur un clocheton du Duomo) mais la presse fait monter la mayonnaise et le présentateur de la RAI se fait systématiquement couper la parole par un « expert » péremptoire qui cherche à imputer l'attentat aux gauchistes, alors qu'il s'agit d'une provocation d'extrême droite, le plastiqueur, un néofasciste particulièrement stupide s'étant mutilé lui-même avec sa bombe, au risque d'éventer la conspiration. S'ensuit une interpellation du gouvernement au Quirinal, la Présidence de la République italienne, qui tourne à la farce la plus totale. Monicelli tourne ainsi en dérision la désinformation pratiquée par la télévision officielle lors des années 70.
Il Figlio "Finocchio" :
Le fils de Tritoni, prénommé Costanzo comme le père du comte Ciano, ne suit qu'à contrecœur les pas de son père. Celui-ci l'a expédié dans un camp paramilitaire particulièrement « branquignolesque » où s'entraînent les néofascistes, mais, en bon jeune homme des années 70, il est amateur de pop-music et gratte la guitare avec plus ou moins de talent. Il n'en faut pas plus pour que ses compagnons de camp le traitent de Finocchio (fenouil en italien, un terme argotique équivalent à « pédé »). Il s'en plaint à son père lors d'une visite de celui-ci au camp, mais Tritoni/Tognazzi pique une colère homérique, traite son rejeton "de fils d'une putain" (figlio di una troia) et lui fracasse finalement la guitare sur la tête en hurlant.
Paracadutisti Sommozzatori Di Talamone:
Pour son coup d'état, Tritoni s'est assuré le concours d'une unité d'élite, le régiment (fictif) des hommes grenouilles-parachutistes de Talamone (allusion transparente aux hommes grenouilles de la Xe MAS de Borghèse), commandé par le truculent (et fort peu futé) Colonel Barbacane (Giuseppe Maffioli). Tritoni embarque avec eux à bord d'un C47 Dakota (version militaire du DC3 Douglas) pour assister à un exercice de parachutage. Barbacane l'assure de son indéfectible soutien, puis pour motiver ses troupes annonce que celui qui déclenchera le plus tard son parachute pourra bénéficier gratuitement des faveurs de Marisa, la plus belle putain du bordel de la garnison. Ainsi motivé, le plus téméraire des paras s'écrase et meurt sans avoir même tenté d'ouvrir son parachute.